# Peperomia rhombeo-elliptica
Peperomia rhombeo-elliptica är en pepparväxtart som beskrevs av William Trelease. Peperomia rhombeo-elliptica ingår i släktet peperomior, och familjen pepparväxter. Inga underarter finns listade i Catalogue of Life.